# 허싸이페이

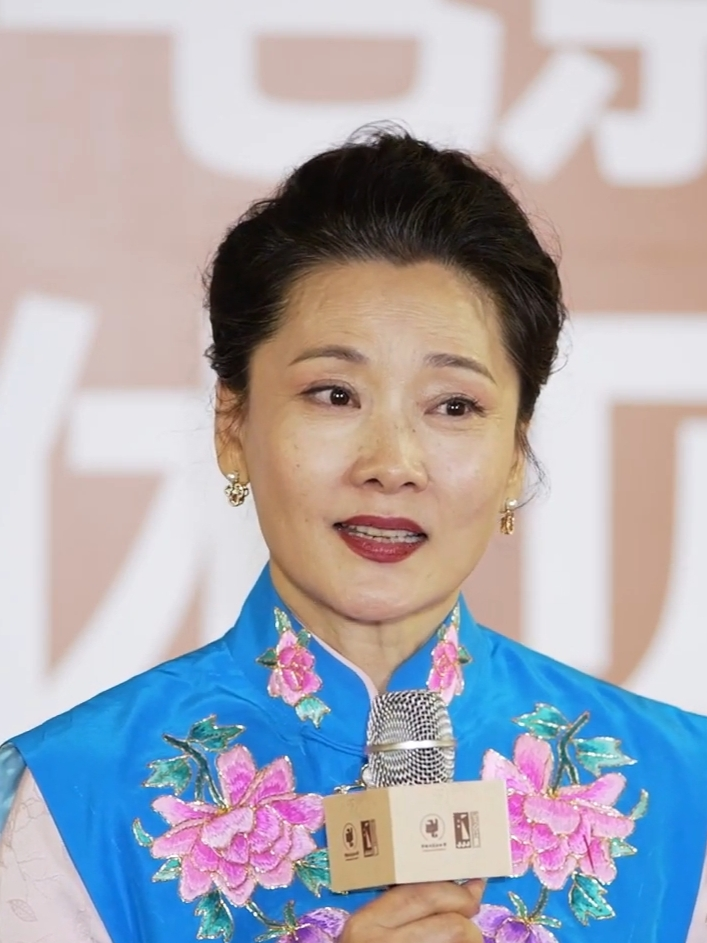

허싸이페이(중국어: 何赛飞, 병음: Hé Sàifēi, 한자음: 하새비, 1963년 4월 11일 ~ )는 중화인민공화국의 배우이다.
저장성 다이산현에서 태어났다.

## 방송
- 아문가적미행복생활
- 도객가족적여인
- 신녀서시대
- 후궁의 남자
- 낭가적고사 3

## 영화
- 아문가적미행복생활 (2013년)
- 여인천하 (2013년)
- 신녀서시대 (2012년)
- 단전 (2011년)
- 후궁의 남자 (2011년) - 주태후 역
- 낭가적고사 3 (2011년)
- 띠아오만 어의 (2011년) - 태후 역
- 낭가적고사 1 (2009년)
- 효장비사 (2003년)
- 풍월 (1996년)
- 홍분 (1994년)
- 홍등 (1991년)